# 국산우유사용 인증
K·MILK 또는 국산우유사용 인증은 대한민국의 우유인증 제도이다. 한국낙농육우협회에서 만들어졌으며, 한국산 우유의 국내 시장 경쟁력을 높히고, 우유 소비 촉진을 위하여 만들어졌다. 우리 땅에서 만들어진 신선한 국산우유라는 뜻을 가지고 있으며, 국내산 우유만을 사용한 신선하고 안전한 우유 및 유제품에 대하여 한국낙농육우협회가 국산우유 사용 인증을 보증하고 인증마크를 사용할 수 있는 권한을 부여한 제품을 의미한다. 케이밀크라고 발음한다.  2014년 8월 기준으로 217개의 제품이 인증을 승인받았다. 인요한 박사가 홍보대사를 맡고있다.

## 인증 조건
다음과 같은 조건을 만족하면 K 밀크 인증을 획득할 수 있다.
- 사용 원유 함량의 100%가 한국산 일것
- 제품용량 중 우유원료 함량이 50% 이상일 것
- 인증심사 결과 부적합 사항이 없을 것.